# 南康县
南康县，中国旧县名，今江西省赣州市南康区的前身。
西晋太康元年（280年），南安县改名南康县。太康三年（282年），属新设置的南康郡。南陈时，赣县与南康县互换县名。隋灭南陈后，大业初年，两县县名换回。属虔州、南康郡。唐朝时，仍属南康郡、虔州。永淳元年（682年），析置南安县（今信丰县、龙南县），神龙元年（705年），析置大庾县（今大余县、崇义县）。北宋时，由虔州改属南安军。元朝时，属南安路。明朝时，属南安府。正德十四年（1519年），以同属南安府的上犹县崇义里置崇义县，以南康县和大庾县地划崇义县。清朝时，仍属南安府，评价：冲，繁。
1949年8月14日，中国人民解放军第48军142师攻占南康县。中华民国政府对南康县的管辖结束。1949年后，属于赣州专区、赣州地区。1995年，经中国国务院批准，撤县设市，设立南康市（县级）。2014年，设立南康区。